# Оторі (1936)
Оторі (Otori, яп. 鴻) — міноносець Імперського флоту Японії однойменного типу, який брав участь у Другій світовій війні.

## Історія створення
Корабель, який став першим серед міноносців типу «Оторі», закладений 8 листопада 1934 року на верфі ВМФ у Майдзуру. Спущений на воду 25 квітня 1935 року, вступив у стрій 10 жовтня 1936 року.

## Історія служби
На момент вступу Японії до Другої світової війни «Оторі» діяв у Китаї та належав до 1-го дивізіону міноносців, який базувався на острові Хайнань. Два місяці «Оторі» займався ескортною службою між хайнанським портом Самах та Формозою (Тайванем), а 14—16 лютого перейшов з Самаху на Філіппіни до затоки Субік-Бей (дещо західніше від Маніли) для участі у блокадних операціях (у районі Маніли на півострові Батаан та в острівній фортеці Коррехідор до початку травня тримались американські гарнізони). При цьому з 10 лютого 1942-го після розформування 1-го дивізіону «Оторі» напряму підпорядкували військово-морському округу Хайнань. У квітні 1942-го корабель пройшов ремонт у Гонконзі, після чого протягом кількох місяців здійснював патрульно-ескортну службу в регіоні Хайнані.
7 серпня 1942-го союзники висадились на сході Соломонових островів, що започаткувало шестимісячну битву за Гуадалканал та змусило японське командування перекидати сюди підкріплення. 26 вересня «Оторі» вийшов з Гонконгу у складі охорони конвою «Шитай № 2», який перевозив війська та 7 жовтня прибув на Палау (важливий транспортний хаб на заході Каролінських островів). 12—18 жовтня «Оторі» супроводив конвой з Палау до Рабаула — головної передової бази в архіпелазі Бісмарка, з якої здійснювались операції на Соломонових островах та сході Нової Гвінеї. Тут корабель передусім залучили до транспортних рейсів на Нову Гвінею до районів Буна (обернене до Соломонового моря узбережжя півострова Папуа) та Лае (у глибині затоки Хуон, що розділяє півострови Папуа та Хуон). 21—23 листопада 1942-го «Оторі» здійснив черговий рейс до Лае, під час якого зазнав незначних пошкоджень від атаки авіації.
Після короткочасного ремонту в Рабаулі корабель з 5 грудня 1942-го зайнявся патрульно-ескортною службою в районі цієї бази. Втім, він міг залучатись і до відносно далеких рейсів. Так, 8 січня 1943-го «Оторі» та есмінець «Мотідзукі» вийшли для ескорту транспорту «Сейя-Мару» (Seia Maru), який перевозив будівельний загін з Рабаула до острова Коломбангара в архіпелазі Нью-Джорджія в центральній частині Соломонових островів (на тлі несприятливого розвитку подій на Гуадалканалі японці з листопада узялись за облаштування тут нових баз).
З 1 квітня 1943-го «Оторі» передали до 2-го ескортного дивізіону, який належав до Четвертого флоту зі штаб-квартирою на атолі Трук у центральній частині Каролінських островів (тут ще до війни створили потужну базу японського ВМФ, з якої до лютого 1944-го провадились операції в цілому ряді архіпелагів). Як наслідок, 5—8 квітня «Оторі» пройшов на Трук, протягом багатьох місяців займався ескортуванням конвоїв між Японією, різними островами Мікронезії та Рабаулом. Зокрема, 20—29 квітня 1943-го він вперше супроводив конвой з Труку до Йокосуки, після чого 3—10 травня провів у зворотному напрямку конвой №3503. Того ж 10 травня «Оторі» вийшов у море, щоб ескортувати частину приведених з Японії суден через Понапе (східні Каролінські острова) до атола Еніветок (крайній північний захід Маршаллових островів). Відомо також про участь корабля у ескортуванні конвоїв № 4514 (Трук — Татеяма, 14—20 травня), № 3607 (Йокосука — Трук, 7—15 червня), № 4619 (Трук — Йокосука, 19—30 червня). Після цього «Оторі» узявся за обслуговування комунікації між Труком та архіпелагом Бісмарка, зокрема, відомо, що 26 липня 1943-го він вийшов із Рабаула з конвоєм № 2262, який прибув на Трук 29 липня. 
5 — 12 серпня 1943-го в конвої № 4805 корабель здійснив перехід до Японії, а 17 серпня досягнув Майдзуру (обернене до Японського моря узбережжя Хонсю), де став на ремонт. 17—19 вересня 1943-го корабель перейшов у Йокосуку, а 26 вересня — 5 жовтня супроводив звідси до Труку конвой № 3926. 13—20 жовтня «Оторі» здійснив круговий рейс між Труком та Сайпаном, а 22 жовтня — 20 листопада пройшов по більш довгому круговому маршруту між Труком та Йокосукою (конвої № 4022 та № 3107).
27 листопада — 4 грудня 1943-го «Оторі» охороняв конвой №1272, що пройшов до Рабаула, потім повернувся на Трук, а 18—23 грудня ескортував до Рабаула конвой №1182. На початку січня 1944-го «Оторі» знову був на Труці, 10—25 січня провів черговий конвой у Рабаул, а 18—25 числа повернувся звідти, виконавши транспортний рейс із заходом на острови Мортлок (дві з половиною сотні кілометрів на південний схід від Труку).
5 лютого 1944-го «Оторі» прибув до Йокосуки і з 10 лютого по 11 березня здійснив круговий рейс через Сайпан на Трук. Після цього корабель зосередився на охороні конвоїв на маршруті між Йокосукою та Сайпаном. З 22 березня по 10 квітня він здійснював ескортування конвою «Хігаші-Маці №3» та пройшов з ним до Сайпану та назад (у межах операції «Хігаші-Мацу» провадилось масштабне підсилення цілого ряду острівних гарнізонів, передусім на віднесених до головного оборонного периметра імперії Маріанських та західних Каролінських островах). Серед інших конвоїв, проведених «Оторі» на цьому напрямку, можна згадати № 3503 (Йокосука — Сайпан, 4—14 травня), № 4517 (Сайпан — Йокосука, 17—24 травня), № 3530 (Йокосука — Сайпан, 30 травня — 7 червня).
10 червня 1944-го «Оторі» рушив до Йокосуки з черговим конвоєм. Втім, уже 12 червня розпочалась повномасштабна атака американців на Маріанські острови й того ж дня за три сотні кілометрів на північний захід від Сайпану «Оторі» потопили літаки ударного авіаносного з'єднання.